# 複雑訴訟形態
複雑訴訟形態（ふくざつそしょうけいたい）とは、同一の訴訟において請求や関与する者が複数存在する民事訴訟の訴訟形態を言う。一対一の当事者間でひとつの請求について審理する原則的な訴訟形態と比べて、複雑な関係になることから複雑訴訟形態と呼ばれる。
大きく分けて、二当事者間ではあるが複数の請求が審理される複数請求訴訟と、ひとつの訴訟に3名以上が関与する多数当事者訴訟に分けられる。
各訴訟形態の具体的内容は、各項目の解説を参照のこと。ここでは、類型的な説明のみを行う。

## 複数請求訴訟
複数請求訴訟（ふくすうせいきゅうそしょう）とは、一対一の当事者間に、2つ以上の請求が審理される訴訟形態を言う。客観的な併合形態である。

### 請求の原始的併合
訴えの提起当初から、複数の請求が審理されている場合のこと。固有の訴えの客観的併合ともいう。
- 訴えの客観的単純併合
- 訴えの客観的選択的併合
- 訴えの客観的予備的併合

### 請求の後発的併合
訴えの提起当初は、1つの請求が審理されていたが、後に他の請求についても審理される状態となる場合のこと。
- 訴えの変更 - 原告に主導権（イニシアティブ）
  - 訴えの追加的変更
  - 訴えの交換的変更
- 反訴の提起 - 被告に主導権（イニシアティブ）
- 中間確認の訴え - 原告・被告に主導権（イニシアティブ）
- 弁論の併合 - 裁判所に主導権（イニシアティブ）
- 判決の併合 - 裁判所に主導権（イニシアティブ）

## 多数当事者訴訟 （分類1）
多数当事者訴訟（たすうとうじしゃそしょう）とは、1つの訴訟に、当事者またはそれに順ずる立場として、3名以上の者が関与する訴訟形態を言う。主観的な併合形態である。
以下は、関与の形態による分類である。

### 同時的多数
同時に3名以上の者が、1つの訴訟に関与する場合。
- 共同訴訟
  - 必要的共同訴訟
    - 固有必要的共同訴訟
    - 類似必要的共同訴訟

  - 通常共同訴訟
- 補助参加訴訟
  - 補助参加
  - 共同訴訟的補助参加
- 独立当事者参加（三当事者訴訟）

### 異時的多数
時を異にして3名以上の者が、1つの訴訟に関与する場合。当事者が変更される場合であり、一対一の形態は維持される。当事者の交替ともいう。
- 任意的当事者変更
- 訴訟承継
  - 当然承継
  - 参加承継・引受承継

## 多数当事者訴訟（分類2）
多数当事者訴訟のうち、特に共同訴訟については、訴えの提起当初から複数の者が関与しているか否かでも分類することができる。
以下は、関与開始時による分類である。

### 当事者の原始的複数
訴えの提起当初から、共同訴訟の形態を取るもの。（固有の）訴えの主観的併合という。
- 主観的単純併合
- 主観的予備的併合 - 認められるかについて争いあり
- 主観的選択的併合 - 認められるかについて争いあり

### 当事者の後発的複数
訴訟係属後に第三者が当事者として関与する場合。訴えの主観的追加的併合という。
- 共同訴訟参加
- 参加承継・引受承継（訴訟承継）
- 明文のない主観的追加的併合